# UCI Oceania Tour 2018
El UCI Oceania Tour 2018 fue la decimocuarta edición del calendario ciclístico internacional de Oceanía. Se inició el 17 de enero en Nueva Zelanda con el New Zealand Cycle Classic, y terminó el 4 de febrero de 2018 con el Herald Sun Tour en Australia.

## Equipos
Los equipos que pueden participar en las diferentes carreras dependen de la categoría de las mismas. A mayor nivel de una carrera pueden participar equipos de más nivel. Por ejemplo los equipos UCI WorldTeam, solo pueden participar de las carreras .HC y .1 y tienen cupo limitado de equipos para competir. 
| Categoría      | Categoría                       | Equipos |
| -------------- | ------------------------------- | --- |
| .HC            | 1.HC (Carrera de un día)        | * ProTeam (max 65%) * Profesionales Continentales * Continentales * Selecciones nacionales                 |
| .HC            | 2.HC (Carrera de varios días)   | * ProTeam (max 65%) * Profesionales Continentales * Continentales * Selecciones nacionales                 |
| .1             | 1.1 (Carrera de un día)         | * ProTeam (max 50%) * Profesionales Continentales * Continentales * Selecciones nacionales                 |
| .1             | 2.1 (Carrera de varios días)    | * ProTeam (max 50%) * Profesionales Continentales * Continentales * Selecciones nacionales                 |
| .2             | 1.2 (Carrera de un día)         | * Profesionales Continentales * Continentales * Selecciones nacionales * Selecciones regionales * Amateurs |
| .2             | 2.2 (Carrera de varios días)    | * Profesionales Continentales * Continentales * Selecciones nacionales * Selecciones regionales * Amateurs |
| .Ncup (sub-23) | 1.Ncup (Carrera de un día)      | * Selecciones nacionales * Selecciones mixtas                                                              |
| .Ncup (sub-23) | 2.Ncup (Carrera de varios días) | * Selecciones nacionales * Selecciones mixtas                                                              |

## Calendario
Las siguientes son las carreras que componen el calendario UCI Oceania Tour aprobado por la UCI

### Enero
| Fecha | Carrera                   | Cat. | Ganador          | Equipo del ganador         |
| ----- | ------------------------- | ---- | ---------------- | -------------------------- |
| 17-21 | New Zealand Cycle Classic | 2.2  | Hayden McCormick | Selección de Nueva Zelanda |
| 27    | Gravel and Tar Classic    | 1.2  | Ethan Berends    | Mobius-BridgeLane          |
| 31-4  | Herald Sun Tour           | 2.1  | Esteban Chaves   | Mitchelton-Scott           |

## Clasificaciones finales
- Nota: Todas las clasificaciones son las finales tras el término de la temporada 2018 el 21 de octubre.

### Individual
La integran todos los ciclistas que logren puntos pudiendo pertenecer tanto a equipos amateurs como profesionales, inclusive los equipos UCI WorldTeam.
| Posición | Ciclista            | Puntos |
| -------- | ------------------- | ------ |
| 1.º      | Chris Harper        | 365    |
| 2.º      | James Whelan        | 235    |
| 3.º      | Cyrus Monk          | 223    |
| 4.º      | Jason Lea           | 158    |
| 5.º      | Hayden McCormick    | 148    |
| 6.º      | Esteban Chaves      | 142    |
| 7.º      | Jason Christie      | 125    |
| 8.º      | Hamish Bond         | 120    |
| 9.º      | Ryan Thomas         | 104    |
| 10.º     | Alexander Edmondson | 103    |

### Equipos
A partir de 2017 y debido a cambios reglamentarios, todos los equipos profesionales entran en esta clasificación, incluso los UCI WorldTeam que hasta la temporada anterior no puntuaban. Se confecciona con la sumatoria de puntos que obtenga un equipo con sus 8 mejores corredores en la clasificación individual. La clasificación también la integran equipos que no estén registrados en el continente.
| Posición | Equipo                                             | Puntos |
| -------- | -------------------------------------------------- | ------ |
| 1.º      | Bennelong SwissWellness Cycling Team               | 827    |
| 2.º      | Drapac-EF p/b Cannondale Holistic Development Team | 611    |
| 3.º      | Brisbane Continental Cycling Team                  | 270    |
| 4.º      | Mobius-BridgeLane                                  | 270    |
| 5.º      | ONE Pro Cycling                                    | 216    |
| 6.º      | JLT Condor                                         | 71     |
| 7.º      | Australian Cycling Academy-Ride Sunshine Coast     | 66     |
| 8.º      | Aqua Blue Sport                                    | 58     |
| 9.º      | Mitchelton-BikeExchange                            | 42     |
| 10.º     | St George Continental Cycling Team                 | 33     |

### Países
Se confecciona mediante los puntos de los 8 mejores ciclistas de un país, no solo los que logren en este Circuito Continental, sino también los logrados en todos los circuitos. E incluso si un corredor de un país de este circuito, solo logra puntos en otro circuito (Europa, Asia, África, América), sus puntos van a esta clasificación.
| Posición | País          | Puntos  |
| -------- | ------------- | ------- |
| 1.º      | Australia     | 2726,74 |
| 2.º      | Nueva Zelanda | 1185    |